# Atashi
「Atashi」（あたし）は、土屋アンナの11枚目のシングル。2010年7月21日発売。
大宮エリーがPVをプロデュース。また、作詞も手掛ける。

## 収録曲

### CD
1. Atashi
  - 作詞：ANNA・大宮エリー／作曲・編曲：Yusuke Itagaki
2. HEY YOU! 
  - 作詞：大宮エリー／作曲：赤松隆一郎／編曲：和田耕平
3. Brave vibration ~Wicked Dancehall Version~ (mush up INFINITY 16)
  - 作詞：Michiko Motohashi／作曲：COZZi